# Études bulgares

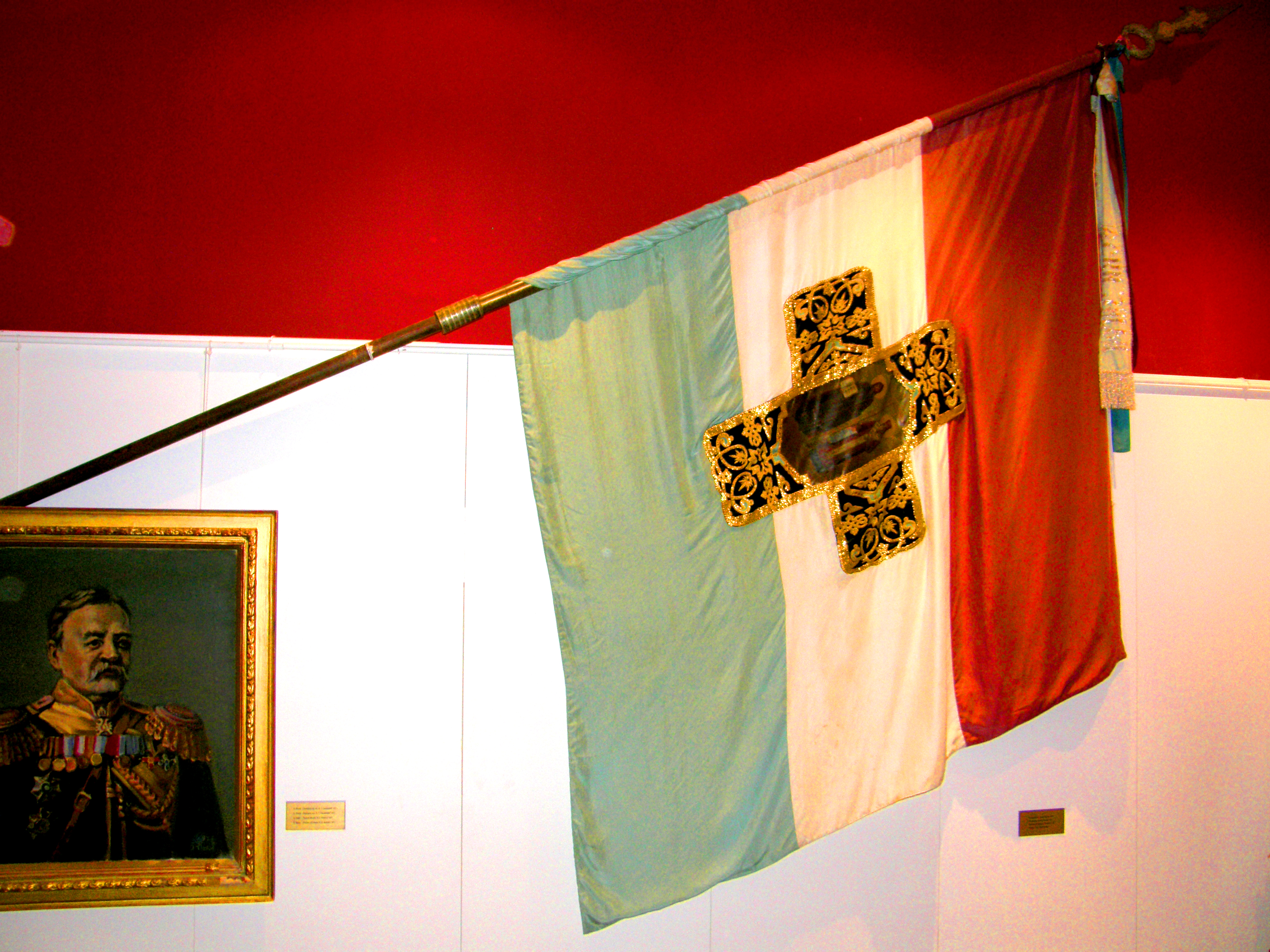
Le drapeau de Samara est le drapeau de la liberté pour la Bulgarie.

Les études bulgares sont une discipline scientifique complexe qui étudie les objets et les problèmes bulgares. Elles sont principalement orientées vers les sciences humaines, qui couvrent les questions de la langue bulgare, la littérature bulgare, l'histoire et l'archéologie bulgares, les études de Cyrille et Méthode, l'art bulgare, la culture spirituelle et matérielle traditionnelle bulgare. Le terme «études bulgares» désigne avant tout le travail de recherche et d'enseignement d'universitaires et de spécialistes étrangers sur le patrimoine culturel bulgare dans son développement.
En tant qu'interdisciplinarité, les études bulgares coïncident en partie avec les études slaves, les études paléo-slaves, les études byzantines et les études balkaniques. C'est une discipline qui se développe dans des centres de recherche et de formation qui développent également des problématiques liées aux Balkans, à l'Europe du Sud-Est, à Byzance et au Moyen-Orient,.
Iouri Veneline est généralement considéré comme le père des études bulgares. Les études bulgares sont à la base des études slaves. Le fondateur des études bulgares en tant que discipline en France est Jordan Ivanov. Les Tchèques ont apporté la plus grande contribution aux études bulgares de toutes les nations après la libération de la Bulgarie et sur la base de l'héritage de Josef Dobrovský.